# Thiolátové komplexy přechodných kovů
Thiolátové komplexy přechodných kovů jsou komplexní sloučeniny obsahující thiolátové ligandy; tyto ligandy jsou „měkkými“ Lewisovými zásadami a nejsilněji se tak navazují na kovy chovající se jako měkké Lewisovy kyseliny. Většina těchto komplexů obsahuje i další ligandy, je ale známa i řada homoleptických, obsahujících pouze thioláty.
Thiolovou funkční skupinu má například aminokyselina cystein, cysteinátové anionty jsou tak součástí mnoha bílkovin i enzymů, kde na sebe navazují kofaktory.

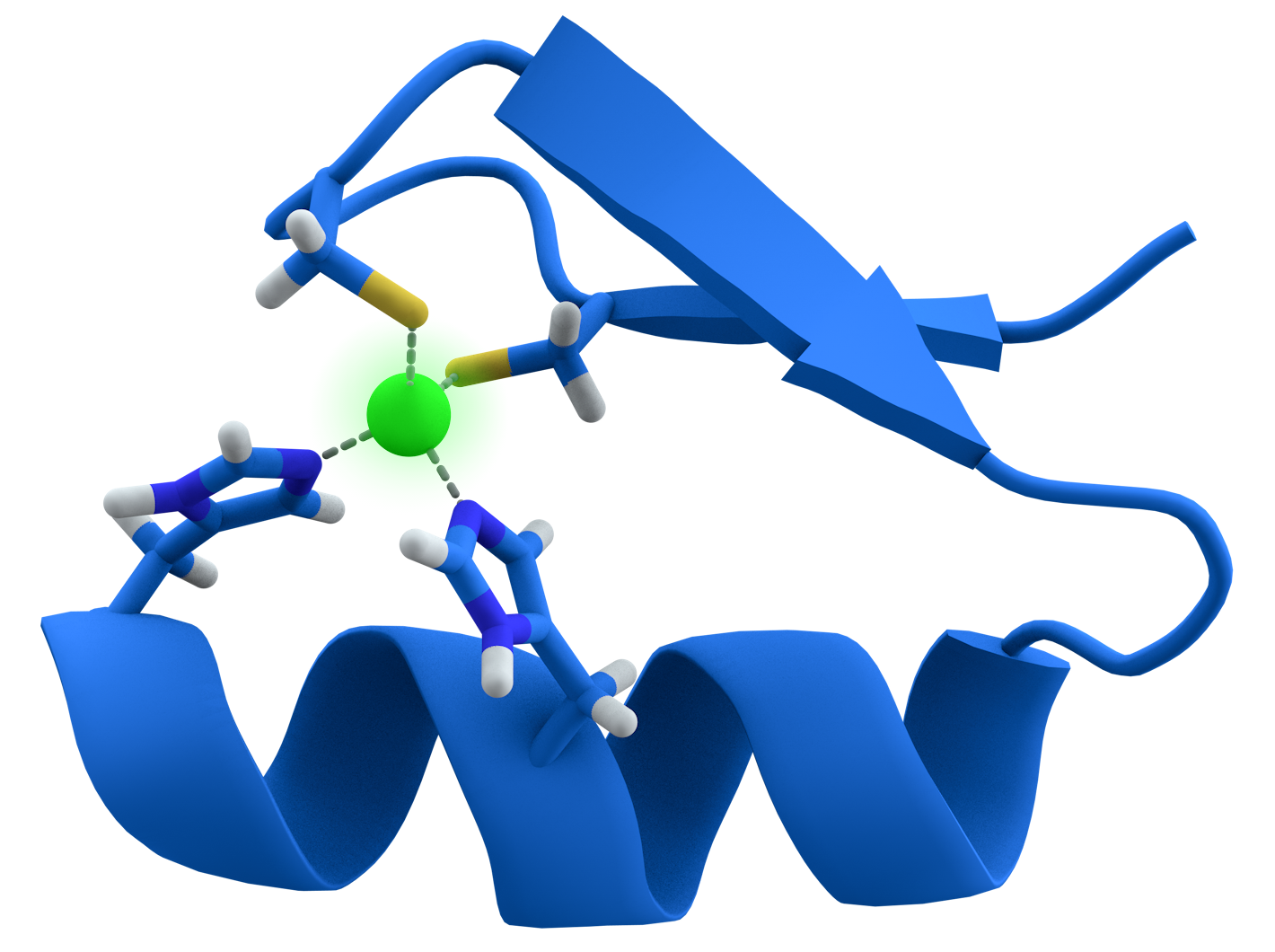
Zinkový prst, skupina obsahující zinek, nacházející se v transkripčních faktorech, je thiolátovým komplexem.

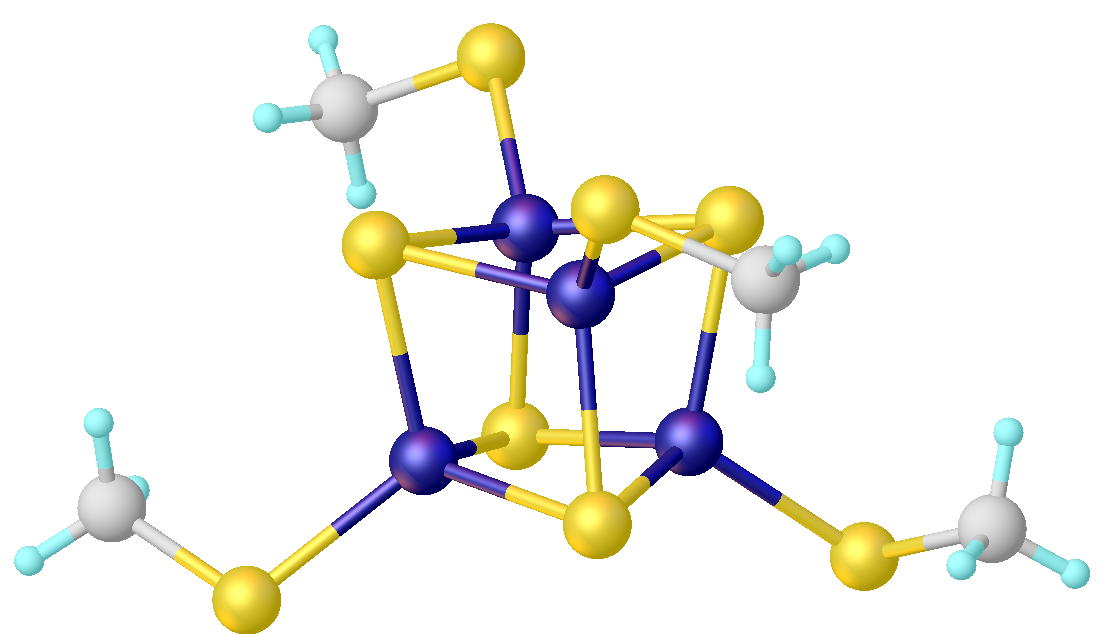
Struktura [Fe_{4}S_{4}(SMe)_{4}]^{2−}, syntetického analogu 4Fe-4S kofaktorů.

## Příprava
Thiolátové komplexy se obvykle připravují reakcemi jiných komplexů s thioly (RSH), thioláty (RS−), a disulfidy (R2S2). Lze také provést podvojnou záměnu, kdy reaguje thiolát alkalického kovu s halogenidem přechodného kovu za vzniku alkalického halogenidu a thiolátového komplexu:
LiSC6H5 + CuI → Cu(SC6H5) + LiI
Terc-butylthiolát lithný s MoCl4 vytváří tetrathiolátovou komplexní sloučeninu:
MoCl4 + 4 t-BuSLi → Mo(t-BuS)4 + 4 LiCl
Niklocen a ethanthiol vzájemnou reakcí vytvářejí dimerní thiolát, kde jeden cyklopentadienylový ligand slouží jako zásada:
2 HSC2H5 + 2 Ni(C5H5)2 → [Ni(SC2H5)(C5H5)]2 + 2 C5H6

Thiomersal, dezinfekční prostředek patřící mezi thiolátové komplexy, získávaný reakcí rtuťnaté soli s kyselinou thiosalicylovou

Některé thiolátové komplexy mohou být získány deprotonací komplexů thiolů.

### Redoxní reakce
Mnohé thiolátové komplexy se připravují redoxními reakcemi. Organické disulfidy oxidují kovy v nízkých oxidačních číslech, například v dikarbonylu titanocenu:
(C5H5)2Ti(CO)2 + (C6H5S)2 -> (C5H5)2Ti(SC6H5)2 + 2 CO
Thioly mohou, za uvolnění vodíku, oxidovat některé kovy:
Fe3(CO)12 + 2 C2H5SH -> Fe2(SC2H5)2(CO)6 + Fe(CO)5 + CO + H2
Tyto reakce pravděpodobně probíhají jako oxidační adice thiolů na Fe0.
Thioly a soli thiolátů působí jako redukční činidla; jimi vyvolané redoxní reakce lze použít k přípravě měďných thiolátů z měďnatých sloučenin:
4 HSC6H5 + 2 CuO → 2 Cu(SC6H5) + (C6H5S)2 + 2 H2O
V FeS proteinech se objevují shluky thiolátů odpovídající vzorci [Fe4S4(SR)4]2−. Syntetické analogy těchto thiolátů se dají připravit spojením redoxních reakcí s podvojnými záměnami:
FeCl3 + 6 NaSR + 6 NaSH → Na2[Fe4S4(SR)4] + 10 NaCl + 4 HCl + H2S + R2S2

## Struktura
Dvojvaznost síry způsobuje, že vazebné úhly mají velikosti blízko 90°; podobné bývají i úhly M-S-C u thiolátů. Protože mají zaplněné p-orbitaly o vhodných symetriích, tak patří mezi pí-donorové ligandy; tato vlastnost způsobuje stabilizaci čtyřmocného železa v enzymu P450.

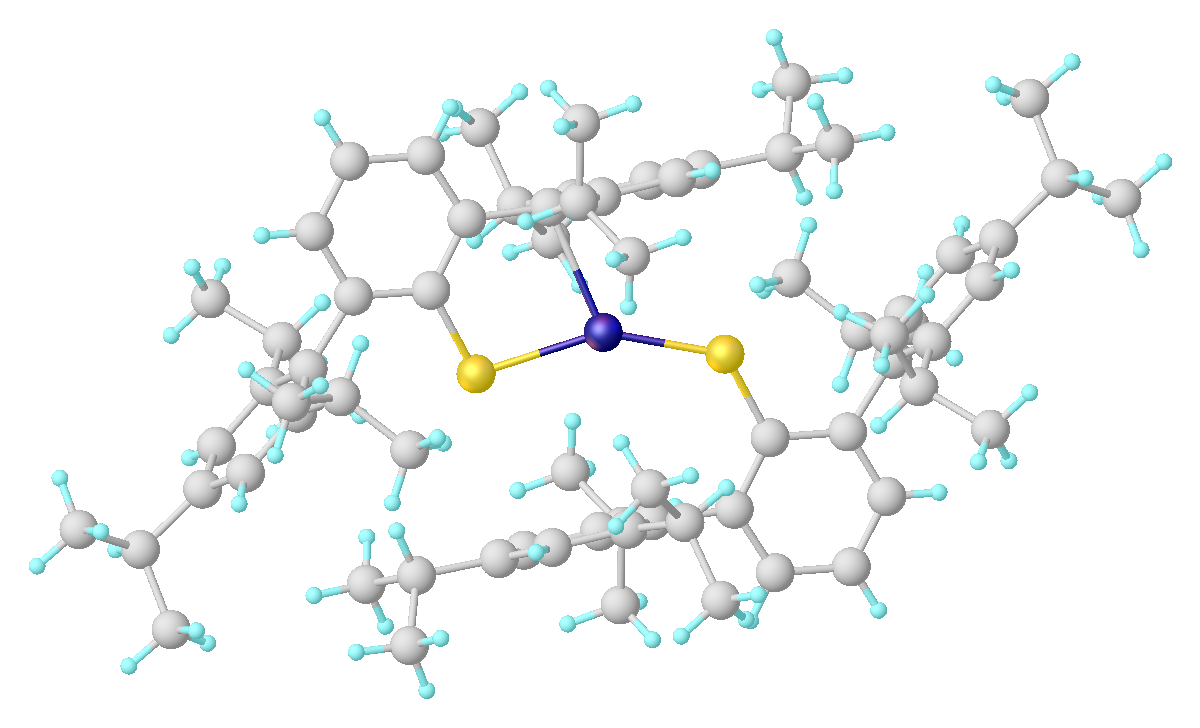
Struktura kvazi-dvojitě koordinovaného železnatého dithiolátu Fe[SC_{6}H_{3}-2,6-(C_{6}H_{2}-2,4,6-(^{i}Pr)_{3})_{2}]_{2}. Velká délka vazby Fe-C(ipso) (242,7(1) pm) způsobuje její nízkou energii. Rozměrné ligandy způsobují vytvoření nízkého koordinačního čísla.

Mo(t-BuS)4, tmavě červený diamagnetický komplex citlivý na vzduch a vlhkost, má Mo centrum se čtyřmi atomy síry vytvářejícími narušenou tetraedrickou geometrii, se symetrií D2.

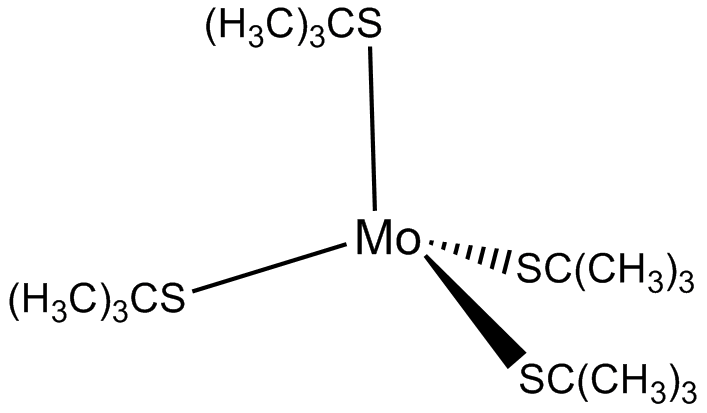
Mo(t-BuS)_{4}.

## Reakce

Struktura Fe_{2}(SCH_{3})_{2}(CO)_{6}

Thioláty jsou zásaditými ligandy, jejich konjugované kyseliny mají pKa's od 6,5 (thiofenol) po 10,5 (butanthiol). Z tohoto důvodu thiolátové ligandy často tvoří můstky mezi atomy kovů. Příkladem takového komplexu je dimer trikarbonylu methylthioželeza (Fe2(SCH3)2(CO)6). Thioláty jsou, obzvláště jako nemůstkové, náchylné k reakcím s elektrofily, jako například kyselinami a alkylačními či oxidačními činidly.

## Výskyt a použití

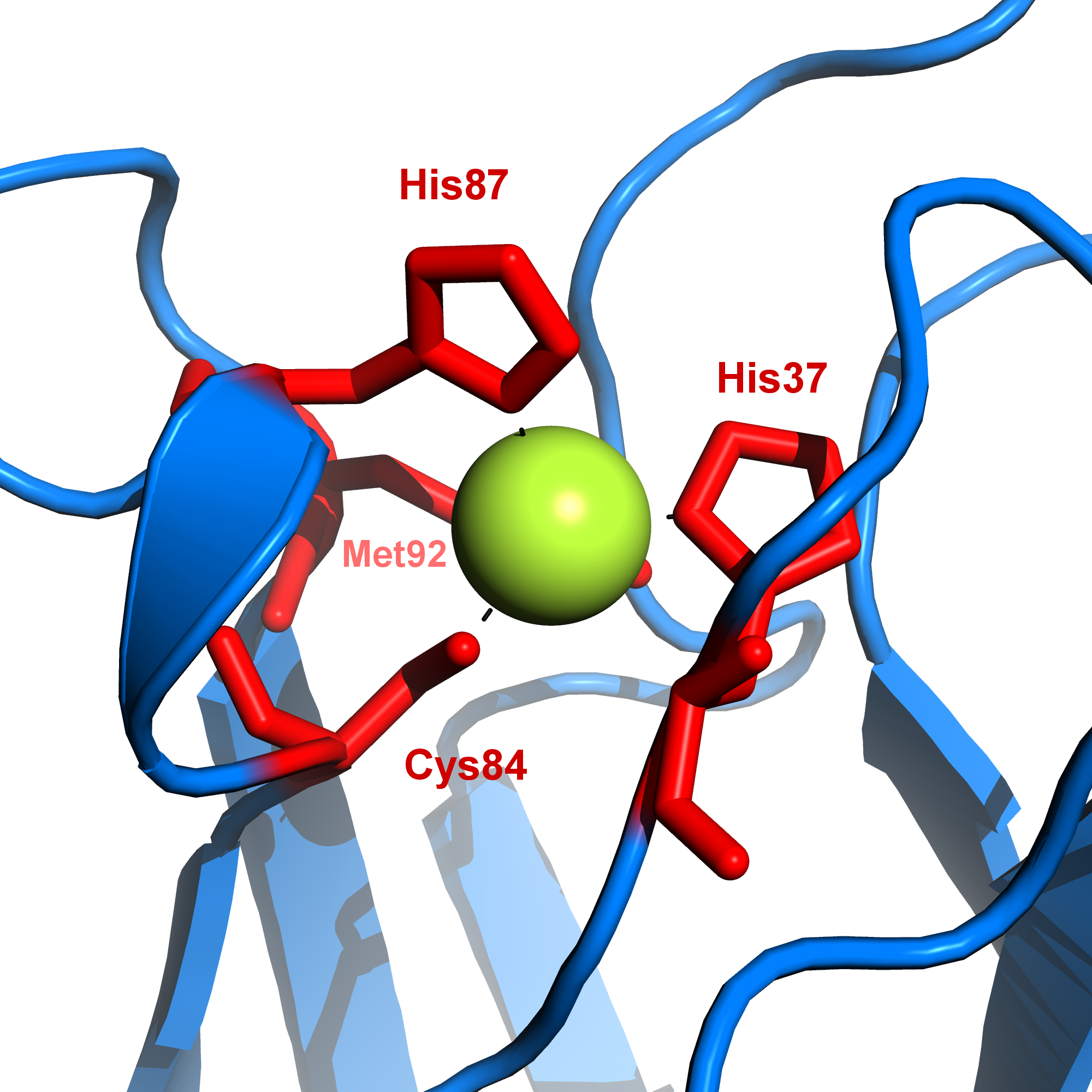
V plastokyaninu je měď vázána na dva imidazolové, thioetherový, a thiolátový ligand.

Thiolátové funkční skupiny jsou častými složkami metaloenzymů. Obsaženy jsou také v FeS proteinech, Cu proteinech, a v alkoholdehydrogenáze. Obvykle tyto thiolátové ligandy pochází z cysteinových zbytků. Molybdoproteiny obsahují thioláty v podobě cysteinylových skupin a/nebo molybdopterinů.